# Parque nacional de Tràm Chim
El parque nacional de Tram Chim (en vietnamita: Vườn quốc gia Tràm Chim) es un parque nacional en Dong Thap Muoi, provincia de Dong Thap, en Vietnam. Este parque fue creado para proteger varias especies de aves, especialmente la grulla (Grus antigone), una especie incluida en el Libro Rojo de la UICN.
En 1985, Tram Chim fue protegido por el gobierno provincial cuyo objetivo era la explotación regulada de los recursos acuáticos y siembra de árboles, así como preservar el estado original del área de Dong Thap Muoi.
En 1994, el territorio se convirtió en una reserva natural nacional por la decisión de 4991/KGVX. El área protegida abarcaba 7500 hectáreas. En septiembre de 1998, el área se incrementó a 7588 hectáreas. En 1998 esta área se convirtió en el parque nacional de Tram Chim por la decisión gubernamental 253/1998/QĐ de fecha 29 de diciembre de 1998.